# Spiegel-Kantine

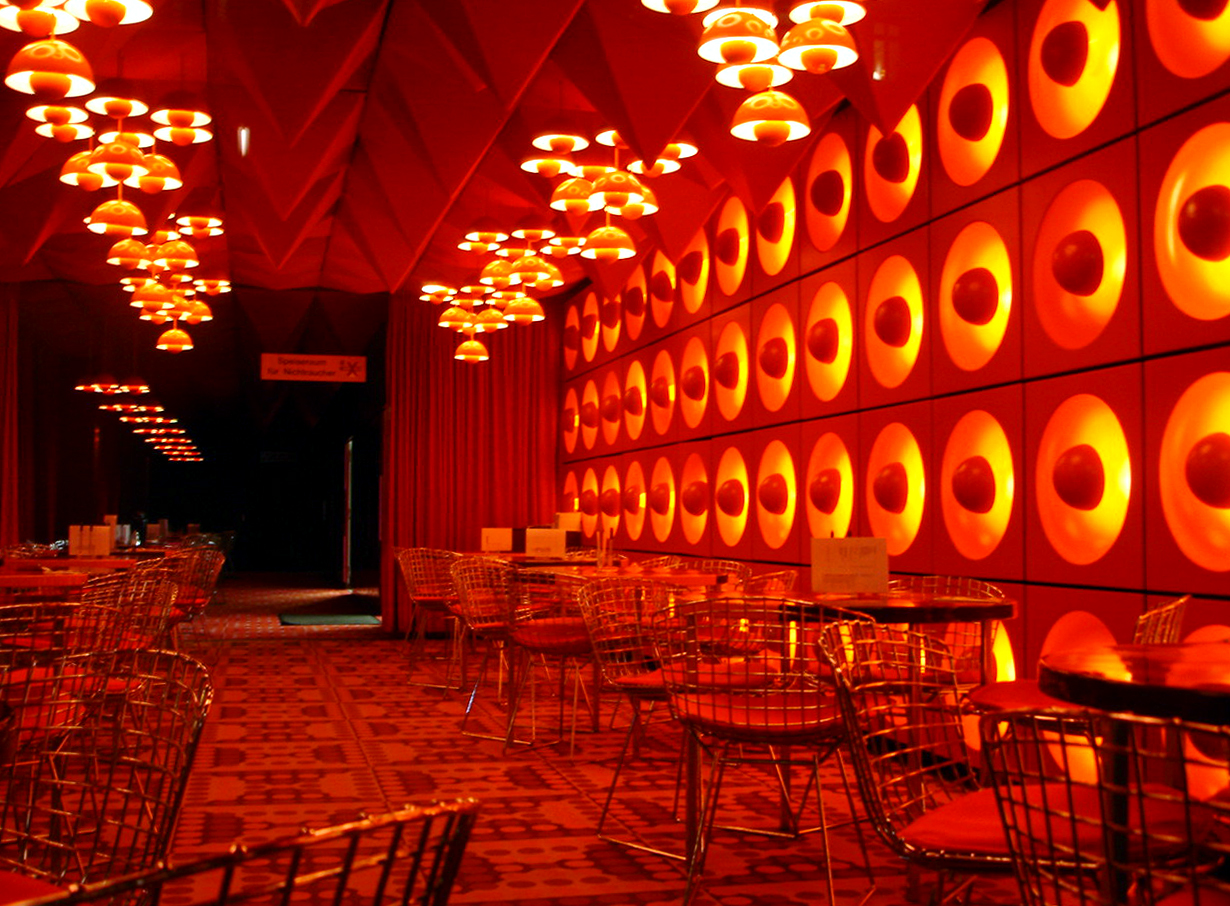
Blick in den roten Raum der Spiegel-Kantine (2006).

Die Spiegel-Kantine ist ein Werk des dänischen Innenarchitekten und Designers Verner Panton. Panton entwarf 1969 das Interieur für das Verlagsgebäude des Spiegel-Verlags in Hamburg in der Brandstwiete, darunter eine in kräftigen Orange-, Violett- und Rottönen gehaltene Kantine. Seit 2012 wird sie im Museum für Kunst und Gewerbe Hamburg ausgestellt.

## Gestaltung
Die Spiegel-Kantine besteht aus drei Speiseräumen in Orange, Violett beziehungsweise Rot, die mit eigens entworfenen Möbeln, Leuchten, Wandobjekten, Vorhängen, Teppichböden und Kassettendecken ausgestattet sind. Die knallbunte, „psychedelische“ Gestaltung war Ausdruck der Ästhetik der 1960er Jahre und gilt als „radikalste Büroausstattung, welche die Republik bis dahin gesehen hatte“. Neben der Kantine entwarf Panton auch eine separate „Snackbar“ sowie die übrige Inneneinrichtung des Verlagshauses.

## Geschichte

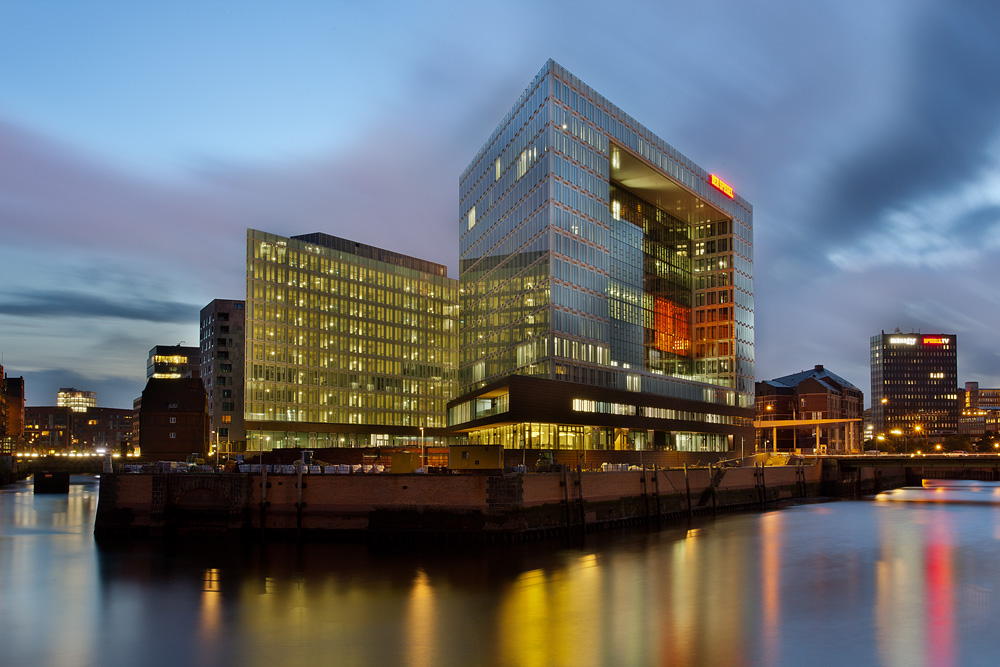
Die in der Fassade des neuen Spiegel-Gebäudes rot leuchtende Snackbar (2011).

Panton entwarf die Spiegel-Kantine 1969 als Teil der Inneneinrichtung für den „Spiegelbau“, das ehemalige Verlagsgebäude des Spiegel-Verlags in der Hamburger Brandstwiete, einen Entwurf Werner Kallmorgens.
Da der Verlag keine baulichen Veränderungen am bestehenden Gebäude vornehmen konnte, wollte man eine individuelle und außergewöhnliche Inneneinrichtung, die von einem namhaften Designer konzipiert werden sollte. Die Wahl fiel auf Verner Panton, der damals vor allem für seine „psychedelischen“ Innenräume aus neuen Materialien bekannt war. Panton entwarf 1969 die Innenarchitektur des gesamten Verlagshauses und schuf „Rauminstallationen“, die durch ihre Form- und Farbgebung zur Mode und zum Zeitgeist der 1960er Jahre passten und als innovativ und modern auffielen.
1998 wurden Kantine und Snackbar als letzte noch erhaltene Teile der Inneneinrichtung aufgrund einer Bürgerinitiative unter Denkmalschutz gestellt, der Rest fiel Umbauten und der 1998 erfolgten Erweiterung des Verlagshauses zum Opfer, da Pantons Gestaltung gerade in den 1980er und 1990er Jahren als nicht mehr zeitgemäß empfunden wurde.
Beim Umzug des Verlags in einen Neubau in der Ericusspitze in der Hamburger Hafencity Ende 2011 wurde nur die Snackbar in den Neubau installiert. Sie wird nachts beleuchtet und ist durch die Glasfassade von außen sichtbar.
Der Rest der Einrichtung wurde der Stadt Hamburg geschenkt und in das Museum für Kunst und Gewerbe Hamburg überführt. Der orangefarbene Speiseraum wird dort gemeinsam mit dem roten Tresen der Snackbar als Period Room der Ende 2012 neu gestalteten Abteilung „Design“ gezeigt und Dieter Rams’ Arbeitszimmer aus der Hamburger Hochschule für bildende Künste gegenübergestellt. Der Teppichboden wurde dafür neu angefertigt und wird seitdem auch als einfacher Teppich verkauft. Die Kantine wird gelegentlich bei Veranstaltungen genutzt.